# Ofensiva de Pagak
A ofensiva de Pagak foi uma grande operação militar do governo do Sudão do Sul durante a Guerra Civil Sul-Sudanesa com o objetivo de capturar a cidade estratégica de Pagak e o condado de Maiwut dos rebeldes do Movimento Popular de Libertação do Sudão na Oposição de Riek Machar. Desde o início da guerra civil, Pagak serviu como quartel-general e reduto para os rebeldes, e acreditava-se que sua perda possivelmente enfraqueceria muito a insurgência. Grande parte das forças do governo que participaram da ofensiva são membros do Movimento Popular de Libertação do Sudão na Oposição (facção Juba), um grupo dissidente do movimento de Machar que é leal ao primeiro vice-presidente Taban Deng Gai. Embora as forças pró-governo tenham conseguido capturar Pagak em 6 de agosto, suas tentativas de assegurar as áreas circundantes não tiveram sucesso. Como resultado, o corredor mantido pelas Forças Armadas do Sudão do Sul entre Mathiang e Pagak permaneceu inseguro.

## História

### Ofensiva do governo
De acordo com oficiais rebeldes, a ofensiva do governo começou por volta de 1 de julho de 2017, quando soldados governistas e "rebeldes sudaneses" aliados lançaram "ataques surpresa" contra posições dos partidários de Machar e em torno de Mathiang e Guelguk, condado de Longechuk; os rebeldes alegaram que essas investidas iniciais e outras na zona rural circundante foram facilmente repelidas. O oficial de inteligência militar do Movimento Popular de Libertação do Sudão na Oposição, Khamis Mawwil, ameaçou que "haverá um rio de sacos de cadáveres se eles pensarem que podem tomar nossas áreas no Alto Nilo". A situação mudou, no entanto, quando combatentes leais a Taban Deng Gai se juntaram às operações contra os partidários de Machar. Em 10 de julho, esses milicianos capturaram Mathiang e várias cidades e vilarejos no condado de Longechuk dos rebeldes. Os combates levaram as Nações Unidas a evacuar pelo menos 25 trabalhadores humanitários do reduto rebelde de Pagak, enquanto milhares de civis foram deslocados e cerca de 50.000 ficaram sem ajuda. Enquanto isso, o governo negava que estivesse conduzindo uma ofensiva e afirmava que ainda estava honrando seu cessar-fogo unilateralmente declarado.
Apesar de repetidos contra-ataques e forte resistência, as tropas do governo continuaram avançando na cidade estratégica de Maiwut, centro do condado de Maiwut, nas semanas seguintes. Cerca de 30.000 civis fugiram dos combates e procuraram abrigo em Pagak, enquanto o governo continuava a negar que quaisquer operações ofensivas estivessem ocorrendo. Um porta-voz das forças armadas simplesmente afirmou que "se as forças de Taban Deng estão se movendo para Pagak, é sua responsabilidade". Os rebeldes também alegaram que a Força de Defesa Popular de Uganda apoiou o governo durante a ofensiva com ataques aéreos.
Em 27 de julho, a cidade de Maiwut, controlada pelos rebeldes, perto da fronteira com a Etiópia, acabou sendo capturada pelas tropas governistas, compostas principalmente por forças leais ao vice-presidente Taban Deng Gai. Maiwut está localizada ao longo da rota de abastecimento entre a fronteira etíope e Mathiang. Somente após esta vitória o governo admitiu que havia lançado uma ofensiva, embora agora fosse enquadrada como "autodefesa" para evitar constantes ataques rebeldes em áreas controladas pelo governo. Com a queda de Maiwut, o Movimento Popular de Libertação do Sudão na Oposição (facção Juba) convocou os refugiados a retornarem para suas casas no condado de Maiwut, enquanto as Forças Armadas do Sudão do Sul começou a sitiar nas proximidades de Pagak. Os primeiros ataques ao reduto rebelde falharam, mas à medida que mais e mais tropas governistas chegaram com artilharia pesada, a situação da guarnição sitiada dos rebeldes tornou-se insustentável. Os insurgentes consequentemente recuaram no final de 6 de agosto, permitindo que o governo ocupasse Pagak sem resistência no dia seguinte. Antes de sua retirada, no entanto, os partidários de Machar incendiaram seus quartéis militares e depósitos de munição para que não caíssem nas mãos governistas. O governo continuou dizendo que suas forças foram bem recebidas pelos moradores de Pagak, que "foram reféns por quase quatro anos desde que o conflito eclodiu"; no entanto, isso foi negado pelos trabalhadores humanitários locais, segundo os quais milhares fugiram dos soldados governistas.

### Contraofensiva rebelde
No mesmo dia da queda de Pagak, no entanto, os rebeldes lançaram sua própria contraofensiva contra Maiwut. Aproveitando que a maior parte da guarnição havia sido movida para assegurar Pagak, os insurgentes retomaram a cidade e capturaram muito equipamento militar; o governo entretanto negou que Maiwut tivesse caído. De acordo com o comandante rebelde regional major-general Khor Chuol Giet, os rebeldes efetivamente isolaram as forças do governo em Pagak e na fronteira com a Etiópia.
Uma vez que os rebeldes agora sitiaram as forças governistas em Pagak, eles pediram aos soldados das Forças Armadas que se rendessem, que se recusaram a fazer. Os combatentes de Machar consequentemente começaram a atacar a cidade. Entre 11 e 15 de agosto, intensos combates ocorreram na cidade, com os rebeldes alegando repetidamente que a retomaram totalmente e que as tropas do governo foram reduzidas a um reduto na passagem fronteiriça  etíope. O governo negou essas alegações. Em 22 de agosto, o Movimento Popular de Libertação do Sudão na Oposição de Machar afirmou que as tropas governistas haviam fugido para a Etiópia, onde "se barricaram". Em resposta, o governador Bol Ruach disse ao Sudan Tribune que "talvez eles estejam falando de seu próprio Pagak, mas o Pagak em que falo com você está sob o controle total do governo desde que cheguei aqui".  Independentemente de quem controlava Pagak, os combates na zona rural continuaram inabaláveis e impediram a distribuição de assistência humanitária pelas agências das Nações Unidas à população civil.
Em 25 de agosto, um oficial de manutenção da paz das Nações Unidas confirmou que Pagak estava totalmente sob controle do governo; no entanto, combates pesados continuaram nas áreas circundantes com o corredor para Mathiang permanecendo inseguro. Enquanto isso, Tut Rom, um partidário "influente" de Machar e comissário do condado de Jotome em Maiwut desertou para Taban Deng Gai. Em 30 de agosto, as Forças Armadas afirmaram que com Pagak sob controle do governo, o campo petrolífero de Palogue estava finalmente protegido contra ataques rebeldes.